# الجنوب الأمريكي الاستعماري والتشيزبيك
خلال فترة الاستعمار البريطاني لأمريكا الشمالية، زودت المستعمرات الثلاثة عشر إنجلترا بالكثير من الأموال والموارد الهامة. لكن ثقافة مستعمرات الجنوب والتشيسابيك كانت مختلفة عن ثقافة مستعمرات الشمال والوسط وعن ثقافة السلطة الاستعمارية البريطانية.

## الاقتصاد الاستعماري

### الزراعة
على الرغم من زراعة النيلة الزرقاء والرز، أدى الطلب المستمر على التبغ وسهولة زراعته إلى تحويل زراعة التبغ ليصبح أكبر المحاصيل النقدية في مستعمرات تشيسابيك والمستعمرات الجنوبية. كما أن المكانة التي احتلها التبغ في السوق العالمية أدت إلى ازدهار المناطق التي اعتمدت على زراعته.
مع تنامي أهمية الزراعة للاقتصاد الجنوبي، ازداد الطلب على المزيد من العمال. في البداية حل استقدام العمال بالسخرة مشكلة نقص اليد العاملة بشكل مؤقت، لكن هذا النظام أثبت عدم كفاءته على المدى البعيد. بعد أن أثبت السكان الأمريكيون الأصليون استقلاليتهم وصعوبة استعبادهم من أجل الزراعة، وبما أن عمال السخرة عملوا بشكل مؤقت فقط، حول مزارعو الجنوب الأمريكي نظرهم إلى استقدام العبيد من أفريقيا أملًا في تلبية متطلباتهم من اليد العاملة. ترك هؤلاء العبيد أثرًا طويل الأمد على التقنيات الزراعية في الجنوب، بالإضافة إلى الجانب الاجتماعي من المجتمع الجنوبي. تأثرت العائلات بهذا التغيير أيضًا بسبب الحاجة إلى العبيد.

### التجارة
كانت منتجات التبغ والخشب والحبوب والقوارب هي المنتجات التجارية الأساسية للجنوب في هذه الفترة.

#### محليًا
مثل قانون تمليك الأراضي أساس الاقتصاد المحلي للمستعمرات الجنوبية، وينص هذا القانون على حق تلقي 50 فدان (200 ألف متر مربع) من الأراضي لأي مهاجر جديد يستقر في فرجينيا أو يتكفل بتكاليف هجرة شخص جديد يستقر في فرجينيا (51.342 فدان أو 207,770 متر مربع من الأراضي لكل شخص). هدف هذا القانون إلى تشجيع الاستعمار وامتلاك المزارع الصغيرة من قبل عدد من المهاجرين، وبالتالي إمكانية زراعة المحاصيل الأساسية مثل النيلة الزرقاء والرز، والتبغ بشكل خاص، والاستفادة منها.
تحددت المكانة الاجتماعية لكل شخص بناء على الثروة التي يملكها، وكان السبيل الوحيد إلى الحصول على المزيد من الثروة هو امتلاك المزيد من الأراضي من أجل زراعة كمية أكبر من المحاصيل. بما أن استقدام عمال السخرة كان الوسيلة الأكثر سهولة للحصول على المزيد من الأراضي، أصبح استقدام أعداد ضخمة من عمال السخرة طريقة شائعة اتبعها المزارعون الأثرياء. إضافة إلى ذلك أصبح بيع وشراء الأراضي الزراعية أمرًا منتشرًا بشكل متزايد، ذلك لأن قباطنة السفن باعوا الأراضي التي حصلوا عليها في كل مرة يوصلون فيها دفعة من عمال السخرة إلى المستعمرات. أدى هذا الأمر إلى تطور مزارع استعمارية ضخمة قرب ساحل الأطلسي وتراجع النشاط المدني، إذ دُفع بالمزارع الصغيرة إلى الداخل حيث كانت العلاقات مع السكان الأصليين عنيفة ومضطربة.
بالتالي، أدت التأثيرات المختلفة لقانون تمليك الأراضي إلى جعل الاقتصاد المحلي زراعيًا بامتياز. نتيجة ذلك أصبح المجتمع منقسمًا بين مالكي المزارع الضخمة الممتدة بمحاذاة المحيط الأطلسي من جهة، وأصحاب المزارع الصغيرة المعرضة بشكل مستمر لهجمات الهنود الحمر بالإضافة إلى عمال السخرة السابقين الذين لم يمتلكوا تكلفة شراء الأراضي الجيدة. تفاقمت هذه المشكلة بسبب وجود كساد اقتصادي مطول نتيجة اضطراب أسعار التبغ بسبب قوانين الملاحة. من نتائج هذا الانقسام المجتمعي والفساد الاقتصادي كانت ثورة باكون، إذ هاجم المزارعون -المطالبون بامتلاك الأراضي غير المستصلحة للسكان الأصليين- القبائل المحلية والقوات الحكومية. أدى هذا إلى تزايد في نشاط شراء العبيد من أفريقيا، والذين كانت السيطرة عليهم أسهل نظرًا لكونهم لا يتحدثون اللغة نفسها. أدت السياسة الاقتصادية المحلية إلى استقطاب المجتمع بين مالكي مزارع الساحل الأطلسي الضخمة من جهة، والمزارعين الصغار الذين طالبوا باستملاك أراضي الهنود الحمر غير المستصلحة.

#### عالميًا
تركزت التجارة الدولية في مستعمرات التشيسابيك والمستعمرات الجنوبية على المنتجات الزراعية. كانت المحاصيل النقدية مثل التبغ والرز والنيلة الزرقاء هي الصادرات الأساسية للمنطقة. بالإضافة إلى ذلك كانت تجارة جلود الغزلان عاملًا أساسيًا في التطور الاقتصادي لمدينة تشارلستون في كارولاينا الجنوبية، والتي صدرت هذا المنتج بمعدل 54 ألف جلد غزال في السنة بين عامي 1699 و1715. توجهت معظم هذه الصادرات إلى بريطانيا، والتي قيدت قوانين ملاحتها التجارة مع البلدان الأخرى. لم يكن تصدير التبغ والرز والنيلة الزرقاء، التي كانت منتجات مقيدة، ممكنًا إلا مع بريطانيا، الأمر الذي كان له عدد من الإيجابيات والسلبيات. من السلبيات الواضحة أن التجارة لم تكن ممكنة إلا مع دولة واحدة، مما يستثني مئات آلاف الباعة الممكنين. لحسن الحظ أدى الطلب المتزايد لهذه المنتجات إلى وجود سوق تجارية مستعدة دومًا بأسعار متزايدة في معظم الأحيان.
بما أن الطلب على هذه المنتجات استمر بالنمو، وجد المزارعون بعض الفائض المالي. بالتالي بدأ نشاط استيراد العبيد الأفريقيين بالنمو أكثر فأكثر إلى أن أصبحت تشارلستون في صدارة مستوردي العبيد. أدى العبيد إلى زيادة الإنتاج والربح ونقص المدفوعات للعمال، سمح تضخم الثروة هذا للفلاحين بشراء المزيد من العبيد مما أدى إلى تشكل حلقة مفرغة. جلب العبيد معهم خبراتهم الزراعية الأفريقية التي ساعدت على تطور زراعة الرز والنيلة الزرقاء. كان تنويع المحاصيل الزراعية أمرًا هامًا من أجل تجنب الخسائر المادية التي قد تنتج عن تقلب أسعار التبغ. أكمل العبيد أيضًا عملية التجارة المعروفة باسم التجارة المثلثية. تضمن رأس المثلث العائد إلى الجنوب والتشيسابيك استيراد العبيد من أفريقيا، وتصدير التبغ والمنتجات الأخرى إلى إنجلترا.
أثر المجتمع الزراعي على نوعية المنتجات التي صدرتها المستعمرات الجنوبية، كما أن العبيد المستقدمين إلى المجتمع أثروا على نوعية المحاصيل القابلة للإنتاج وبالتالي نوع وكمية الصادرات الزراعية. أدت فائدة العبيد والفائدة الاقتصادية الناتجة عن استخدامهم إلى زيادة عدد العبيد الأفريقيين المستوردين. ساهم هذا النجاح الاقتصادي الناتج عن هذه الميول التجارية إلى ازدياد الفجوة بين الأغنياء والفقراء في المجتمع، إذ ازداد الأغنياء غنى وأحضروا المزيد من العبيد للحصول على أموال أكثر. أدى تنامي الطبقة الغنية بدوره إلى استيراد المزيد من الكماليات إلى المنطقة إذ بدأت العائلات تفاخر بنجاحاتها. في بداية القرن الثامن عشر، كانت التجارة الدولية مع المستعمرات الجنوبية قد بدأت بتغيير الكثير من صفات المجتمع.

## القضايا الاجتماعية

### الدين
كانت المسيحية البروتستانتية هي الدين السائد في مستعمرات التشيسابيك وصولًا إلى أواخر القرن التاسع عشر.

### التراتبية الطبقية
بشكل مشابه للعالم القديم، كانت أمريكا الاستعمارية منقسمة إلى بنية اجتماعية ثابتة. كان النسب النبيل هو الأمر الأهم، وبالتالي تبوأت العائلات الإنجليزية الثرية رأس الهرم الاجتماعي. سيطرت هذه العائلات عادة على أعداد كبيرة من العمال. مثّل هؤلاء العمال -والذين كانوا عبيدًا أفريقيين- أدنى طبقات السكان في هذه المستعمرات، أدنى مرتبة حتى من عمال السخرة الذين اعتمد جزء كبير من العالم الجديد على عملهم المجاني. تلا العبيد في السلم الاجتماعي طبقة عمال السخرة كما هو متوقع، وهم رجال عُرض عليهم السفر المجاني إلى أمريكا مقابل عدة سنوات من العمل بدون مقابل. على الرغم من أن بعضهم كانوا رجالًا نزيهين يرغبون في صنع حياة جديدة في العالم الجديد، كان معظم هؤلاء العمال مجرمين ومشردين ومدانين حُكم عليهم بالنفي إلى العالم الجديد عقابًا على جرائمهم.
أما كبرى الطبقات الاجتماعية في مناطق الجنوب والتشيسابيك فكانت طبقة التجار والبائعين والمزارعين الصغار في المستعمرات. مثلت هذه الطبقة المواطنين العاديين، الذين كانوا متوسطي التعليم والمهارات المهنية، لكنهم يرغبون بالعمل بجد وإنشاء أمريكا التي يحتاجونها. في النهاية، على رأس السلم الاجتماعي وقفت العائلات الإنجليزية الغنية، بالإضافة إلى رجال الدين والقانون وملاك الأراضي الكبار في أمريكا. كان أفراد هذه الطبقة مجبرين على اتباع قواعد الإتيكيت؛ لم يُسمح لأحد بأن يرتدي ملابس تلمح إلى طبقة أعلى من مستواه، كما أُجبر الجميع على الجلوس في الكنيسة بشكل يتوافق مع أولوياتهم في السلم الطبقي.
الدكتور ألكسندر هاملتون (1712 – 1756) كان طبيبًا وكاتبًا إسكتلندي المولد عاش وعمل في مدينة أنابوليس في مريلاند. يقول البروفيسور ليو ليماي أن مذكرات سفره عام 1744 هي «أفضل تصوير على الإطلاق للبشر وعاداتهم، للحياة الريفية والمدنية، للتنوع الكبير في المجتمع والمشاهد في أمريكا الاستعمارية».